# Zlati roj
Zlati roj (1988) s podnaslovom Roman o Janši je biografski roman Mimi Malenšek, ki opisuje življenje in delo slovenskega čebelarja in slikarja Antona Janše.

## Vsebina
Roman pripoveduje o življenju Antona Janše iz Radovljice, ki je postal dunajski dvorni čebelar. Antonova starša Matija in Lucija, po domače Kuharjeva, se vselita v hišo na Breznici. Anton je bil tretji izmed njunih devetih otrok. Čeprav ve, da bo moral nekoč prevzeti kmetijo, ga bolj kot obdelovanje polj zanima očetov čebelnjak, kjer preživlja najsrečnejša leta svojega otroštva. Očeta spremlja tudi na tlaki v Radovljici, kjer spozna mestnega podobarja Arerja. Stari slikar v Antonu prebudi ljubezen do slikanja in umetnosti, ki jo s pridom uporablja pri poslikavi panjskih končnic.
V mladosti Antona prizadene več smrti, ki mu dajo misliti o minljivosti življenja in krivičnosti umiranja. To sta smrti dveh njegovih sester in smrt očeta; slednja se ga še posebej dotakne, saj mora prevzeti gospodarstvo. Soočen z mnogimi novimi odgovornostmi Anton opusti čebelarjenje in dvori gruntarjevi hčerki Cilki. Razmišlja tudi, da bi se začel ukvarjati s prevozništvom in si tako pridobil premoženje, potrebno za poroko z dekletom višjega stanu. Ko se Cilka nenadoma poroči z Antonovim bratrancem Janezom, zato se po priporočilu slikarja Arerja skupaj z bratom Lovrencem odpravi na Dunaj v slikarsko šolo. Čeprav se vanjo prebijeta z zvijačo, kmalu pridobita ugled, posebej hvalijo Antonove slike. Kljub temu Anton ni srečen, saj pogreša domovino in čebele. Ko mu prijatelj Blaž Kumerdej pove, da Nižjeavstrijska kmetijska družba išče čebelarja, Anton odloči kandidirati.
Čeprav uradniki sprva ne zaupajo preprostemu slovenskemu kmetu, mu je v oporo naklonjenost cesarice Marije Terezije, ki mu pomaga tudi finančno. Napreduje v čebelarskega učitelja, proste ure pa preživlja z ovdovelo grofico Austerlitz, v katero se zaljubi, ki pa mu je stanovsko nedosegljiva. Sredi prizadevanj, da bi napisal najizčrpnejšo knjigo o čebelarstvu v deželi, nenadoma zboli in nekaj dni za tem umre.

## O romanu
Bernarda Dobovšek. Biografski roman Mimi Malenšek: Diplomsko delo. Ljubljana: [FF UL], 1998.